# Francesco Morosini

Anonymus: Francesco Morosini: „FRANCISCVS MAVROCENVS DICTVS POSTEA PELOPONNESIACVS / EXTRÀ ORDINEM, PRIMUSQ: NOMINATIM S.C. MERITO PROC:^{R}“

Francesco Morosini (* 26. Februar 1619 in Venedig; † 6. Januar 1694 in Nauplia) war, folgt man der Zählweise der staatlich gesteuerten Geschichtsschreibung der Republik Venedig, ihr 108. Doge. Er war von seiner Wahl am 3. April 1688 bis zu seinem Tod auf dem Höhepunkt des „Großen Türkenkrieges“ (auch 7. Venezianischer Türkenkrieg genannt) zwar Doge, doch konnte er sein Amt erst Anfang 1690 antreten.
Kaum 20 Jahre alt entschied sich Francesco Morosini für eine Militärkarriere, was in Venedig immer vorrangig dem Dienst auf Galeeren und insbesondere Galeassen gleichkam. Mit 30 führte er eigene Schiffe, 1647 wurde er Flottenführer, ab 1650 nahm er am Krieg um Kreta (1645–1669) gegen die Osmanen teil, der ihn bis ans Lebensende beschäftigen sollte. 1657 bis 1660 befehligte er die gesamte Flotte, nachdem er am obersten Gerichtshof Venedigs die Vorwürfe eines Konkurrenten, der eine andere Strategie im Krieg verfolgte, hatte entkräften können. 1660 bis 1667 war Morosini innerhalb Venedigs, dann aber auch bei der Grenzsicherung im Nordosten Italiens tätig, um in diesem Jahr erneut vom Senat zum Oberbefehlshaber der Flotte gewählt zu werden. Trotz aller Bemühungen konnte er den endgültigen Verlust Kretas (1669) nicht verhindern. Wieder kehrte er nach Venedig zurück, wo er Posten auf der Terraferma, dem venezianischen Teil Oberitaliens übernahm, aber auch in Venedig selbst. Ab 1684 bekämpfte er erneut die vordringenden Osmanen, die im Vorjahr vor Wien gescheitert waren. Es gelang ihm, die Morea, wie die Venezianer die Halbinsel Peloponnes nannten, und weitere Gebiete in Griechenland zu erobern.
1688 in Abwesenheit zum Dogen gewählt, erkrankte Morosini Ende des Jahres. So konnte er sein Dogenamt erst Anfang 1690 antreten. Der Versuch, Kreta zurückzuerobern scheiterte 1692, die Lage im Süden Griechenlands war bald so prekär, dass Morosini zum vierten Mal den Oberbefehl übernehmen sollte. Nach Anfangserfolgen starb er Anfang 1694 im Süden der Morea an einem Fieber.

## Familie
Die Familie Morosini hat insgesamt vier Dogen gestellt, diese waren vor Francesco Domenico Morosini (1148–1156), Marino Morosini (1249–1253) und Michele Morosini, der nur vier Monate nach seiner Wahl im Jahre 1382 an der Pest starb.
Francesco Morosini war der dritte der Söhne des zukünftigen Prokurators von San Marco namens Pietro di Michele aus der Kirchengemeinde Santa Marina, und der Maria Morosini di Gabriele. Um den ramo der weitverzweigten Familie zu bezeichnen, den Zweig, belegte man sie nach der von ihnen bewohnten Gasse auch mit dem Beinamen „in calle dei Botteri“.
Als er kaum ein Jahr alt war, ertrank seine Mutter im Brenta beim Versuch, ihrem Mann zu Hilfe zu eilen, der in den Fluss gestürzt war. Wie immer in Venedig kursierten Gerüchte, Pietro habe ihren Tod verschuldet. 1627 heiratete er erneut, nämlich Laura Priuli, die Witwe des Francesco Malipiero, mit der er zwei weitere Kinder hatte und in deren Palast bei Santo Stefano die Familie nun umzog. Ähnlich wie sein Vater strebte auch Francesco sein Leben lang weniger nach Reichtum als nach Ruhm und Ehre.

## Leben

### Militärausbildung in Modena, erste Seekriegserfahrungen
Francesco Morosini wurde in das neu gegründete Collegio di San Carlo zu Modena geschickt, das der Ausbildung junger Adliger diente, insbesondere der Vorbereitung auf politische und vor allem militärische Posten. Dies förderte seine Neigung zu entsprechenden Aktivitäten und weniger zur Diskussionskultur in den Versammlungen, auf der die Regierung Venedigs mit ihrer Ausbalancierung der gesellschaftliche Kräfte basierte. Zudem dürfte er es angesichts der Tatsache, dass seine Brüder in der Ämterlaufbahn Konkurrenten gewesen wären, vorgezogen haben, sich, sobald es sein Alter zuließ, Militär und Marine zu widmen.
Als junger Mann konnte er an Bord erste seemännische Erfahrung sammeln. Im August 1638 erscheint Morosini erstmals auf einem Kriegsschiff, nämlich auf der Galeasse des Pietro Badoer. Dabei sammelte Morosini erste militärische Erfahrungen, nämlich im Kampf gegen Schiffe des Beys von Tunis.

### Schiffsführer (ab 1640),Capitano in golfo(ab 1647)
Am 10. Juni 1640 wurde er zum Sopracomito befördert, er führte also selbst eine Galeere, wobei er sich vor allem im Kampf gegen die Barbaresken  in Nordwestafrika hervortat. 1643 war er an den Kämpfen gegen die päpstlichen Stellungen beteiligt, dies galt vor allem für den Beschuss von Cesenatico, Senigallia und Rimini.
Ab dem 1. Oktober 1645 führte er eine Galera grossa (große Galeere), ab dem 7. Juli 1647 führte er die Galere dei condannati, also Schiffe mit Besatzungen, die aus zum Galeerendienst Verurteilten bestanden. Ab dem 29. September stieg er zum Capitano in Golfo auf. Als golfo wurde üblicherweise die Adria bezeichnet, manchmal auch nur die obere Adria. Die vielfach auftauchende Annahme, er sei auch an den frühen Kämpfen um Kreta beteiligt gewesen, also vor 1650, dürfte auf Verwechslungen mit anderen Angehörigen der Morosini beruhen. Capitano generale war jedenfalls zu dieser Zeit Alvise II. Mocenigo.

### Kämpfe mit den Osmanen um Kreta (ab 1650), Feindschaft der Mocenigo

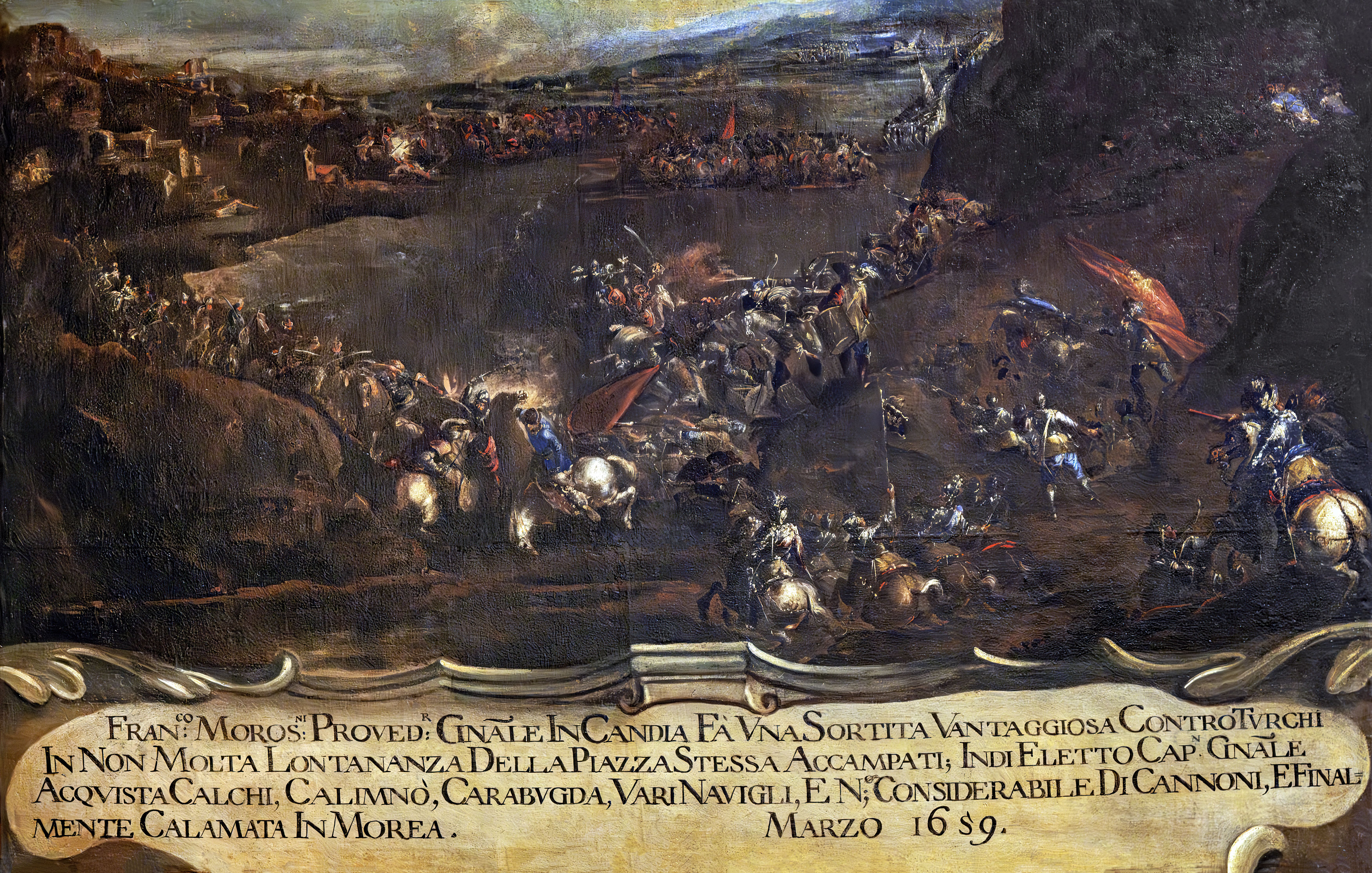
Francesco Monti (1685–1768): Sieg Morosinis bei Candia, 1659, Öl auf Leinwand, Museo Correr

Erst ab 1650 nahm Francesco Morosini unmittelbar an den Kämpfen um Kreta teil. Dies hing damit zusammen, dass er ab dem 17. Januar dieses Jahres, noch immer im Amt des Capitano in Golfo, das Kommando über Galeassen übernahm, große Kriegsschiffe mit größerer Reichweite.
Das erste schwere Seegefecht fand am 10. Juli 1651 zwischen Paros und Naxos statt. Der osmanische Kapudan Pascha Ali, genannt Mazzamamma (weil seine Mutter bei der Geburt gestorben war), war mit seiner Flotte von den Dardanellen aufgebrochen, um die Truppen auf Kreta zu versorgen. Alvise Mocenigo sollte die Flotte abfangen. Morosini, am linken Flügel der Flotte streitend, gelang es, eine Sultana mit 60 Kanonen zu kapern. Der neidische Mocenigo verdrängte Morosini aus seinem Beraterkreis, um ihm dann auch noch eine Klage wegen Befehlsverweigerung anzuhängen. Dazu wurde er zunächst 40 Tage in Haft genommen. Dagegen hielt Morosini am 5. August eine Rede vor dem Senat, in der er den Sieg für sich beanspruchte, seinem Vorgesetzten hingegen Übervorsichtigkeit vorwarf. Fünf Tage später teilte Morosinis Vater dem Segretario alle voci mit, sein Sohn werde das Sestiere wechseln, er werde nämlich von San Marco nach Castello umziehen. Damit sollte der Eindruck entstehen, Francesco Morosini würde die militärische Karriere zugunsten einer politischen aufgeben, außerdem schien es so, als wolle als Consigliere ducale für sein neues Sestiere kandidieren. Zwar wurde er tatsächlich am 14. April 1653 in dieses hohe Amt gewählt, doch füllte er es nie aus, da er in der Zwischenzeit von Mocenigo eine Rücknahme der gegen ihn erhobenen Vorwürfe erwirkt hatte.
So vorbereitet wurde Morosini am 25. Februar 1652 zum Provveditore generale d'Armata gewählt, was einem Flottenkommando gleichkam. 1653 terrorisierte Morosini mit seinen Schiffen die Ägäis von Gallipoli bis zu den Kykladen. Im Frühjahr 1654 kam es zu neuen Kämpfen an den Dardanellen, als Morosini zu verhindern suchte, dass osmanische Schiffe ihre Truppen auf Kreta versorgten. Am 13. Mai kam es dort zur Schlacht, in der Morosini acht Schiffe führte. Die türkischen Schiffe konnten durchbrechen, Mocenigo starb kurz darauf.
Nun übernahm Morosini das Oberkommando, der nun systematisch Schiffe kaperte, mit Hilfe von Ruderern ins Hinterland eindrang und die für Kreta bestimmten Lebensmittel vernichtete. Neuer Oberbefehlshaber wurde für die Kampagne 1655 Girolamo Foscarini. Doch dieser starb bereits am 5. Mai an einem Fieber. Nun wurde Morosini zum Provveditore generale delle armi in Candia, der Hauptstadt Kretas, eingesetzt. Statt seiner wurde am 10. Juni ein weiterer Verfechter der Dardanellen-Blockade, Lorenzo Marcello, zum Oberbefehlshaber gewählt. Morosini hatte das Ziel, Konstantinopel direkt anzugreifen. Nun starb auch Marcello am 26. Juni 1656 in der Schlacht an den Dardanellen. Im Senat waren viele weiterhin misstrauisch gegen Morosini, so dass auch diesmal ein anderer zum Flottenkommandanten gewählt wurde, nämlich der erst 32 Jahre alte Lazzaro Mocenigo. Dieser hatte sein rechtes Auge eingebüßt, war aber mit einer erbeuteten Sultana direkt nach Venedig gesegelt, um als Erster die Siegesnachricht zu überbringen. Für den bereits kommandierenden Morosini war dies eine schwere Demütigung.
Am 19. Juli 1657 starb der jüngere Mocenigo in der besagten Meerenge. Nun endlich wurde Morosini am 30. August gewählt. Damit endete die jahrelange Strategie der Blockade, die nun von einer Plüngerungsstrategie abgelöst wurde. 
Erst im Sommer 1660 versuchte Morosini mit Unterstützung eines französischen Kontingents unter der Führung von Almerico d'Este, Chania zurückzuerobern. Doch die Operation scheiterte. Morosini machte dafür den Provveditore dell’Armata Antonio Barbaro verantwortlich, mit dem er bereits seit 1651 im Streit lag. Barbaro beschuldigte seinen Ankläger beim höchsten Gericht der Unterschlagung, aber die Richter an der Quarantia sprachen Morosini frei, wenn auch nur mit einer Stimme Mehrheit. 
Nun legte Morosini am 30. August 1660 sein Amt nieder. Am 31. Oktober wurde er zum Podestà von Padua gewählt: Das Amt, das ihn von Venedig entfernte, kam zwar einer Strafe nahe, doch es gelang ihm, einen Dispens zu erwirken. Der Preis dafür war ein zweijähriger Verzicht auf eine aktive Politik. 

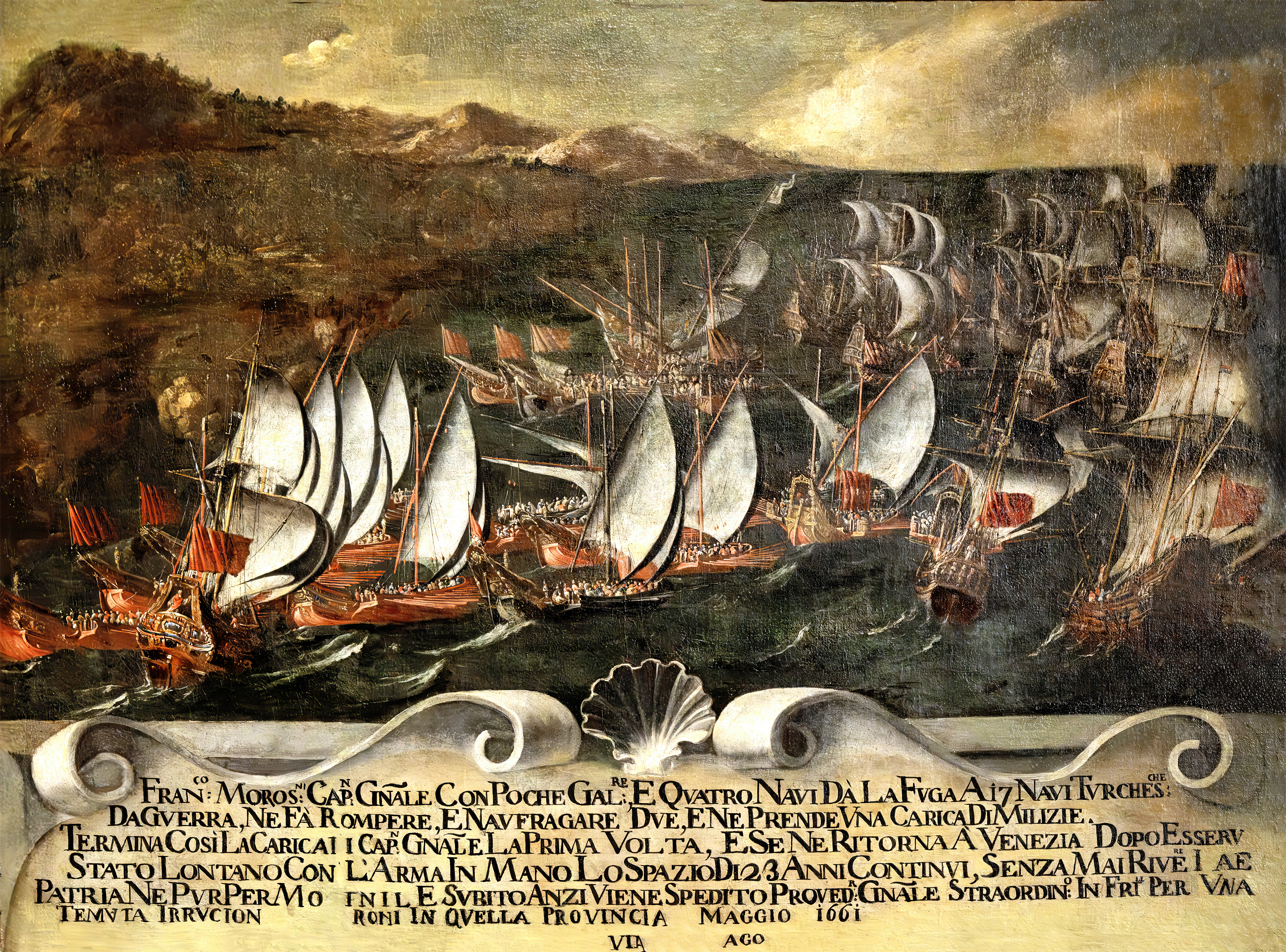
Sieg einer kleinen Flotte („con poche galere e quatro navi“) unter Morosinis Führung über 17 ‚türkische‘ Kriegsschiffe, wobei zwei versenkt und eines gekapert wurde, danach ging er ins Friaul; Mai 1661, Öl auf Leinwand, 119,5 mal 162,5 cm, Museo Correr

In den Registern des Segretario alle voci taucht sein Name erst am 14. Juni 1663 wieder auf, als er zum Provveditore im Friaul gewählt wurde. Als zu dieser Zeit die Osmanen Richtung Ungarns Hauptstadt Esztergom marschierten, musste dort für Verstärkung der Grenzen gesorgt werden. Erst nachdem die Osmanen in der offenen Feldschlacht von Raimondo Montecuccoli besiegt worden waren, war wieder daran zu denken, auf Kreta noch einmal das Ruder herumzureißen. 
Wieder wurde Morosini, der vom 1. Juni 1665 bis zum 31. Mai 1666 Consigliere seines Stadtteils Castello war, am 3. Dezember zum Provveditore d’Armata gewählt. Doch lehnte er diesen in seinen Augen zu geringen Posten ab. Am 29. September 1666 wurde er nochmals auf diesen Posten gewählt. Inzwischen planten die Osmanen unter Führung ihres Großwesirs Ahmed Köprülü, der gegen Montecuccoli unterlegen war, die endgültige Eroberung Kretas.
Angesichts dieser Bedrohung wurde Morosini am 2. Januar 1667 zum zweiten Mal zum Capitano generale da Mar gewählt. Doch war sein Feind Antonio Barbaro der Provveditore generale der Insel. Dieser hielt die Verteidigung von Candia für ausschlaggebend, nicht die Seekriegsführung. So wurde ein Teil der Mannschaften und der Artillerie von den Galeeren in die Stadt gebracht. Zwar gelang Morosini in der Nacht vom 8. auf den 9. März 1668 ein Seesieg in der Nähe von Candia, der ihm den Titel eines Cavaliere di S. Marco eintrug, doch die Kapitulation der Insel konnte er nicht verhindern. Trotz Verstärkungen unter François d’Aubusson, dem Herzog von Le Feuillade, und von Philippe de Montault de Bénac, dem Herzog von Navailles, sah sich Morosini am 6. September 1669 – ohne vorherige Genehmigung des Senats – gezwungen, in die Kapitulation einzuwilligen. Immerhin konnte er Kunstschätze und die Archive in Sicherheit bringen.
Nach fünfundzwanzig Jahre langen, überaus heftigen Kämpfen um Kreta musste er 1669 die Insel an die Osmanen übergeben. Venedig wurde neben einem ehrenhaften Abzug der Unterhalt einiger Flottenstützpunkte auf der Insel gestattet und es durfte die Inseln Tinos und Kythira sowie Gebiete in Dalmatien behalten.

### Rückkehr nach Venedig (1670), Terraferma (1681), Friaul (1683)
Nach seiner Rückkehr nach Venedig wurde Morosini am 19. September 1670 des Ungehorsams, der Unterschlagung, des Diebstahls beschuldigt, jedoch in allen Punkten freigesprochen (die Söldner aus Frankreich, aus dem Kirchenstaat, aus Malta und aus Deutschland hatten die Venezianer zuletzt im Stich gelassen). Hinter dem Verfahren steckte Antonio Correr, ein Freund Antonio Barbaros. Der eingesetzte Inquisitor Francesco Erizzo kam nach Monaten zum Freispruch, zumal eine ganze Reihe von Patriziern sich am Krieg bereichert hatte. 
Morosini wurde nun mehrfach Provveditore all'Armata, nämlich vom 7. November 1671 bis zum 6. November des nächsten Jahres, dann vom 18. Juli 1676 bis zum 17. Juli 1677, erneut vom 23. Januar 1683 bis zum 22. Januar des Folgejahres. Auch war er vom 28. Oktober 1679 bis zum 27. Oktober 1680 Provveditore alle Artiglierie. Seiner Stellung als Provveditore sopra Beni Inculti (31. Dezember 1680 bis 30. Dezember 1682) widmete er nur geringe Aufmerksamkeit, da er zugleich am 5. März 1681 zu einem der Deputati sopra le fortificazioni in Terraferma gewählt wurde, also wieder im Grenzbefestigungsfeld tätig war, nämlich für die Festungsbauten auf der Terraferma.
Zusammen mit seinen Amtskollegen Andrea Corner und Andrea Valier suchte er nun die Festungen von Peschiera, Legnago, Orzinuovi und Crema auf, wo die von Bartolomeo Grimaldi geplanten Arbeiten durchgeführt wurden. Am 15. Juli 1683 – die osmanische Offensive gegen Wien drängte – wurde Morosini zum Provveditore Generale in Friuli gewählt, um nahe am österreichischen Kriegsgebiet zu sein.

### Führer der Flotte gegen die Osmanen (1684)

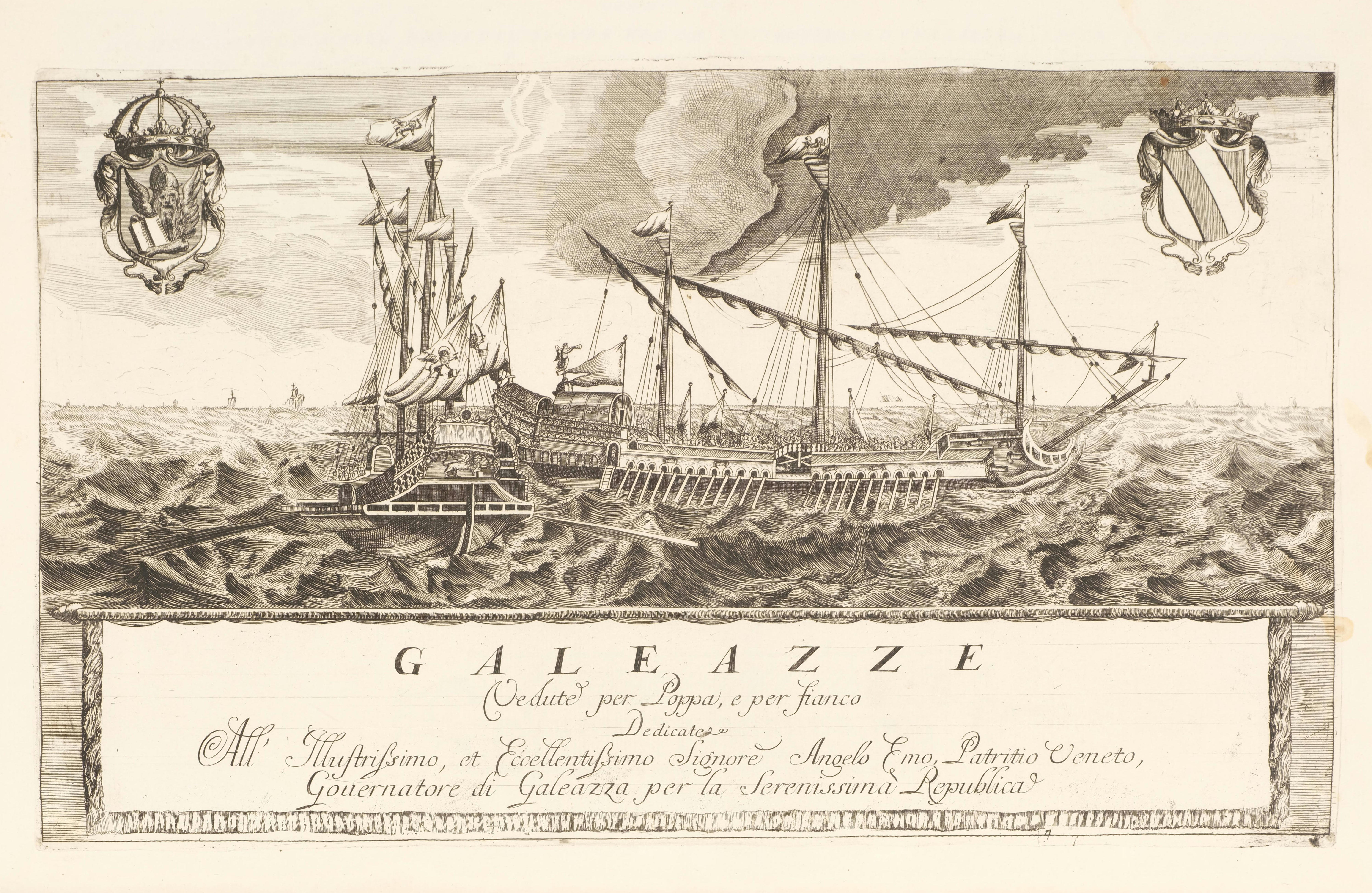
Darstellung einer Galeasse im Atlante Veneto, Bd. 1, Venedig 1691

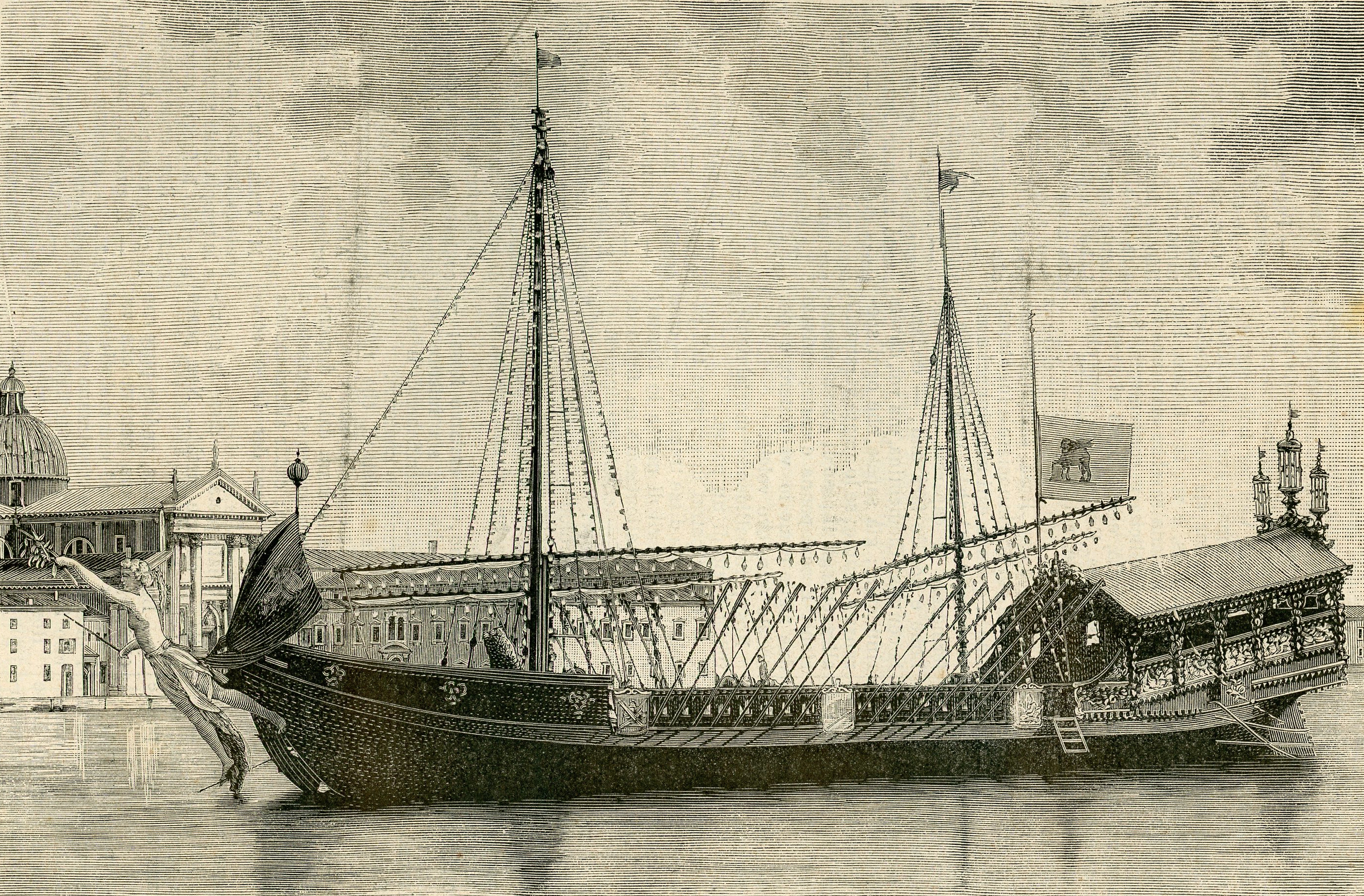
Nachbau der Galeere Morosinis von 1885

Nach der Niederlage der Osmanen vor Wien erklärte ihnen Venedig den Krieg und am 11. März 1684 wurde Morosini zum Capitano generale da Mar gewählt. Im Kampf gegen die Osmanen war es zu einer Koalition zwischen Venedig und den päpstlichen Truppen gekommen, die von Frankreich verstärkt wurden. Venedig lehnte zunächst ein Bündnis mit Österreich, das die Eroberung Wiens abgewehrt hatte, ab; in Anbetracht der existenziellen Bedrohung trat man der Koalition aber schließlich doch bei. Auch der Zar (Sofia Alexejewna war 1682 bis 1689 Regentin für die beiden unmündigen Zaren Iwan V. und Peter I.) dem es um einen freien Zugang zum Mittelmeer ging, schloss sich dem anti-osmanischen Bündnis an, woraufhin Venedig ihn mit Fachleuten für den Schiffbau unterstützte.
So versuchte Morosini, seiner alten Strategie entsprechend nicht, die Dardanellen zu blockieren, obwohl die osmanische Flotte in einem schlechteren Zustand war als während des letzten Krieges. Stattdessen richtete er seine Unternehmungen auf näher gelegene Ziele, nämlich auf die Ionischen Inseln und die Peloponnes, die die Venezianer Morea nannten. Am 6. August 1684 eroberten seine Männer Santa Maura auf Lefkada, am 29. September folgte Prevesa. Im nächsten Jahr war Corone an der Reihe, nämlich am 11. August 1685, dann Kalamata und die ganze Maina.

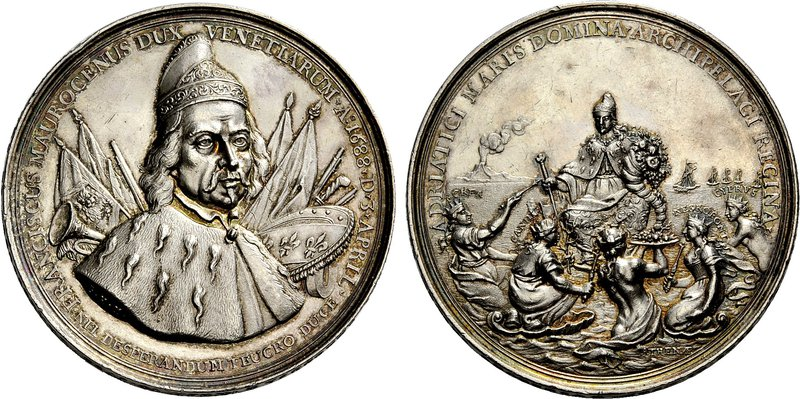
Francesco Morosini. Medaille zur Erinnerung an die Eroberung der Morea

Bis 1687 gewann Morosini im ionischen Meer und auf der Morea annähernd so viel Territorium zurück wie vorher an die Osmanen verloren gegangen war. Dafür verlieh der Senat ihm den Ehrentitel Peloponnesiacus.
1687 griff er an der Seite des venezianischen Generalissimus Otto Wilhelm von Königsmarck Athen an, wo es zu dem fatalen Schuss einer venezianischen Kanone auf den als Pulverdepot genutzten Parthenon kam. Das bisher weitgehend intakte Bauwerk – die osmanischen Verteidiger hatte allerdings vorsorglich den kleinen Tempel der Athena Nike abgerissen – wurde schwer beschädigt. Im August 1687 ankerte die Flotte im Hafen von Korinth. Nach Verhandlungen um die Höhe der jährlichen Zahlungen Athens an Venedig einigte man sich mit einer Delegation der Stadt am 14. September. Die Armee marschierte dennoch nach gut einwöchiger Belagerung der Akropolis am 29. September 1687 ein – nach dem Willen der Verbündeten, gegen die Bedenken Morosinis, gewaltsam. Die schweren Zerstörungen versuchte Morosini in seinem Bericht einem Zufall zuzuschreiben, um die Wahrheit zu verschleiern.
Für den siegreichen Feldherrn ordnete der Senat die Aufstellung einer Bronzebüste in der Waffenkammer des Rates der Zehn an, mit der Inschrift: „Francisco Mavroceno Peloponnesiaco adhvc viventi Senatvs“.

### Das Dogenamt (1688–1694),Capitano generale da Mar(ab 1692)

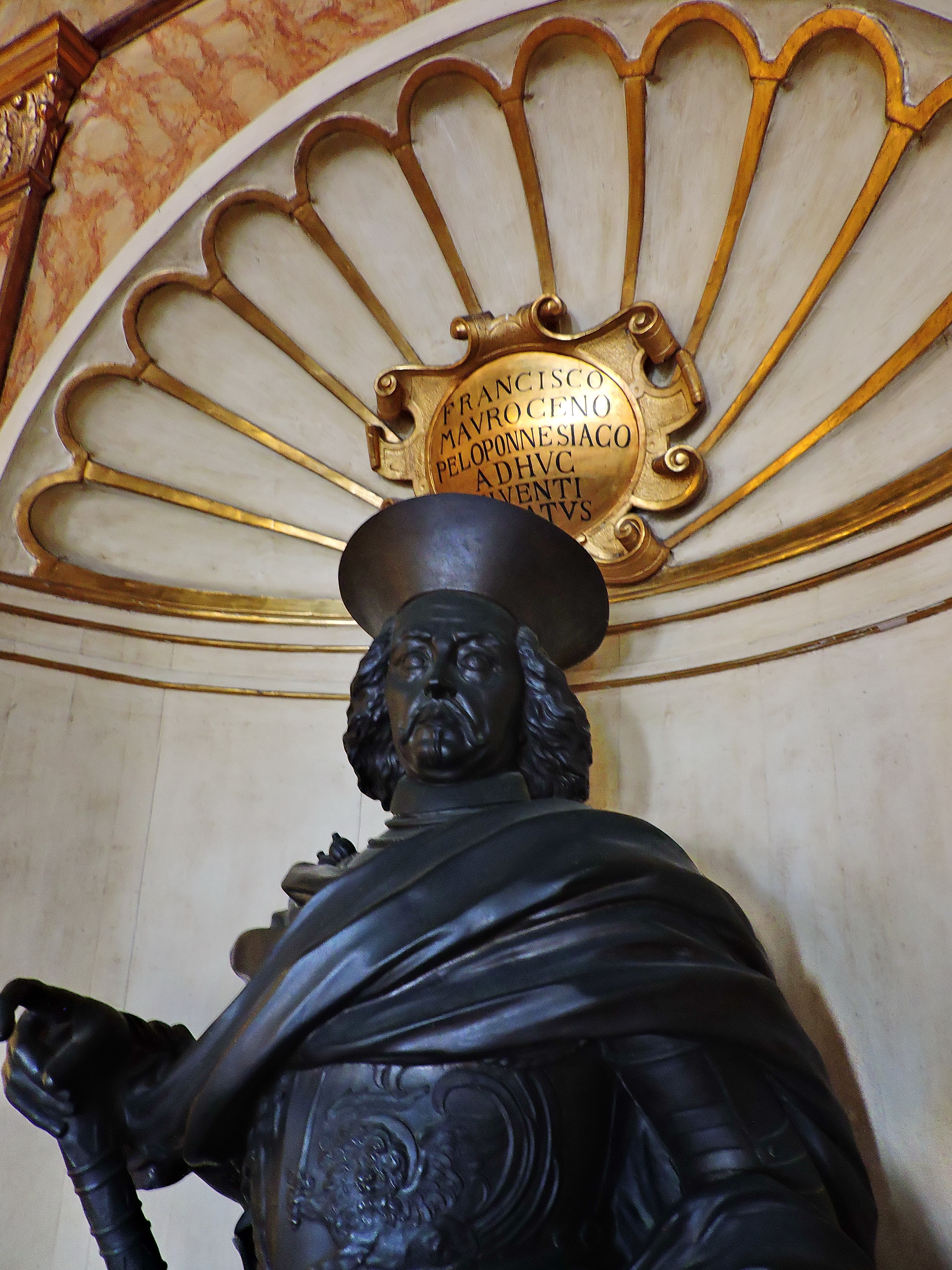
Büste Morosinis im Dogenpalast

Morosini wurde am 3. April 1688 einstimmig im ersten Wahlgang und in Abwesenheit zum Dogen gewählt. Zu diesem Zeitpunkt befand er sich als Flottenkommandant (Capitan general da mar) vor Ägina. Schon zuvor hatte er 1686 Argos und Nauplia eingenommen. Auf seine Bitten erlaubte der Große Rat ihm, weiter die Flotte im Kampf gegen die ‚Türken‘ zu führen. In der Zwischenzeit wurde er von Girolamo Grimani und Lorenzo Donà in seinem Amt vertreten.
Die Truppen Venedigs und seiner Verbündeten, rund 13.000 Mann stark, belagerten vom 13. Juli bis zum 21. Oktober 1688 die Stadt Chalkis (damals Negroponte genannt) auf Euböa. Damit war Attika militärisch nicht zu halten. Das Unternehmen scheiterte zudem, da im Juni 1688 ein Handstreich auf Candia misslungen war. 4000 Belagerer (darunter General Otto Wilhelm Königsmarck am 15. September) starben an der Pest; die Eroberung Euböas scheiterte. Auf der Morea räumte Morosini den Griechen eine weitgehende Selbstverwaltung ein, doch ging er nicht so weit, die Mani zu einem eigenen Fürstentum zu erklären, das unter Liberio Garachari (Liberachi) dem Unternehmen eine ganz neue Richtung hätte verleihen können, nämlich die eines Befreiungskampfes aller Griechen.
Im Dezember 1688 erkrankte Morosini während der Belagerung der Festung Monemvasia. Erst im März 1689 konnte er wieder das Kommando übernehmen. Dieses hatte er zwischenzeitlich an Girolamo Corner übergeben, der die Stadt aushungerte und 1690 besetzte. Im Herbst 1689 bat Morosini um Erlaubnis heimkehren zu dürfen, nachdem er das Kommando an Andrea Pisani übergeben hatte.

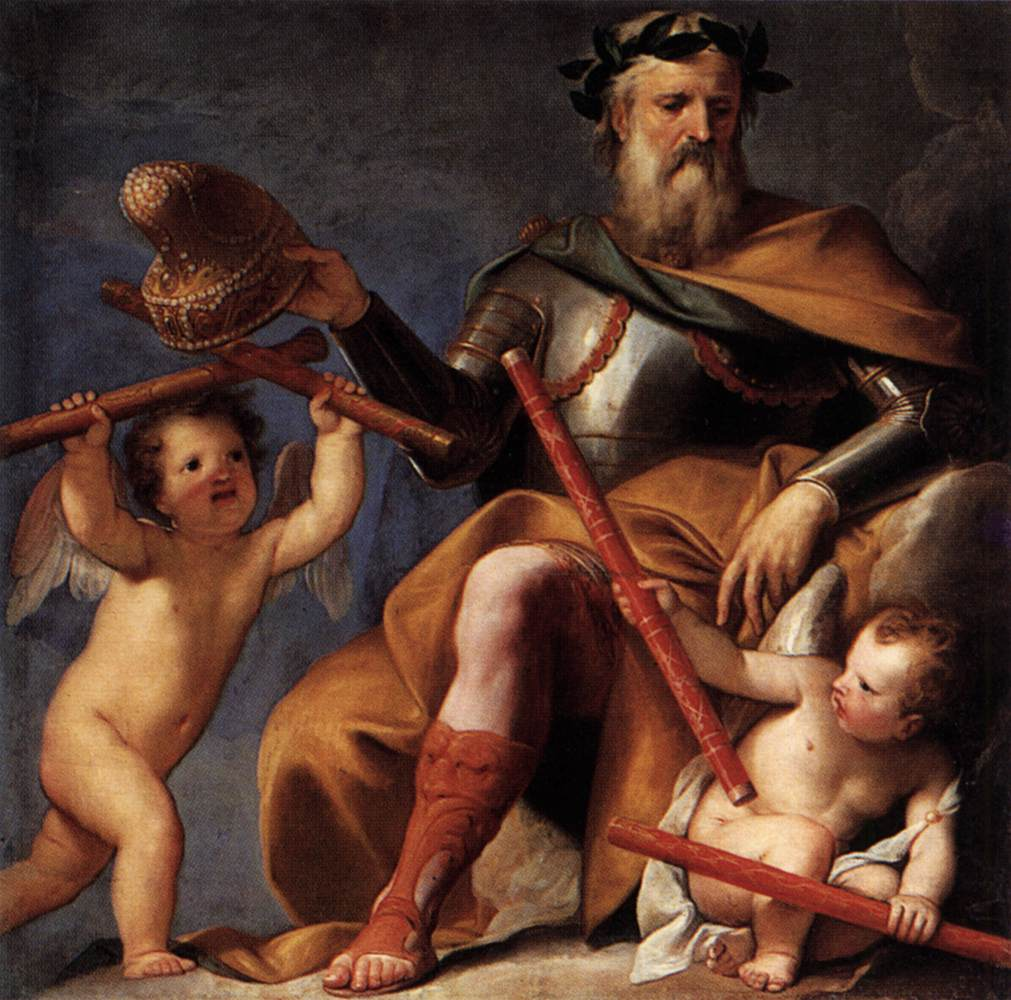
Gregorio Lazzarini: Der Doge Morosini erhält für die eroberte Morea die Befehlsgewalt und das Dogenamt, Öl auf Leinwand, 1694, Sala dello Scrutinio, Dogenpalast

Morosini traf am 11. Januar 1690 auf dem Lido ein. Er wurde auf dem Bucintoro, dem Staatsschiff, abgeholt und in einem Triumphzug zum Dogenpalast gebracht. Dort empfingen ihn zahlreiche Schiffe und Boote unter Kanonensalven. Ein Triumphbogen war errichtet worden. Anschließend zog er sich in den Palazzo der Familie Morosini am Campo di San Stefano in Venedig zurück. Es war das erste Mal in der venezianischen Geschichte seit Beatus, dass ein Doge außerhalb des Dogenpalastes wohnen durfte.
Doch die Eitelkeit Morosinis stieß manchem seiner Zeitgenossen auf. Am 25. November 1690 schmückte er sein Familienwappen mit Kommandostäben, Schwertern, Kreuzen aus Savoyen, französischen Lilien, Pferdeschwänzen aus türkischen Bannern und Lichtern gesunkener Galeeren. Er dachte dann an ein Denkmal an der Fassade der Kirche San Vidal gegenüber seinem Palast. Deren eindrucksvolles Portal vertraute er dem Architekten Antonio Gaspari an. Ein Grabmal sollte in der Mitte des Bodens der Kirche Santo Stefano entstehen.
Inzwischen war ein Versuch der Rückeroberung Kretas unter Domenico Mocenigo 1692 gescheitert; die militärische Lage auf der Morea war angespannt. Schließlich wählte der Senat Morosini am 25. November zum vierten Mal zum Capitano generale da Mar. Am 26. Mai 1693 brach die Flotte unter dem inzwischen 74-jährigen Dogen auf. Seine Flotte eroberte die Inseln Salamis, Spetses und Hydra und hinderte die Türken an der Eroberung von Korinth.
Doch ein Fieber zwang Morosini zur Ruhe. Er starb am 6. Januar 1694 vor Nauplia. Seine letzte Botschaft an den Senat lautete, er bedauere es, nicht mehr für Venedig getan zu haben.

## Grabmal, Bilder

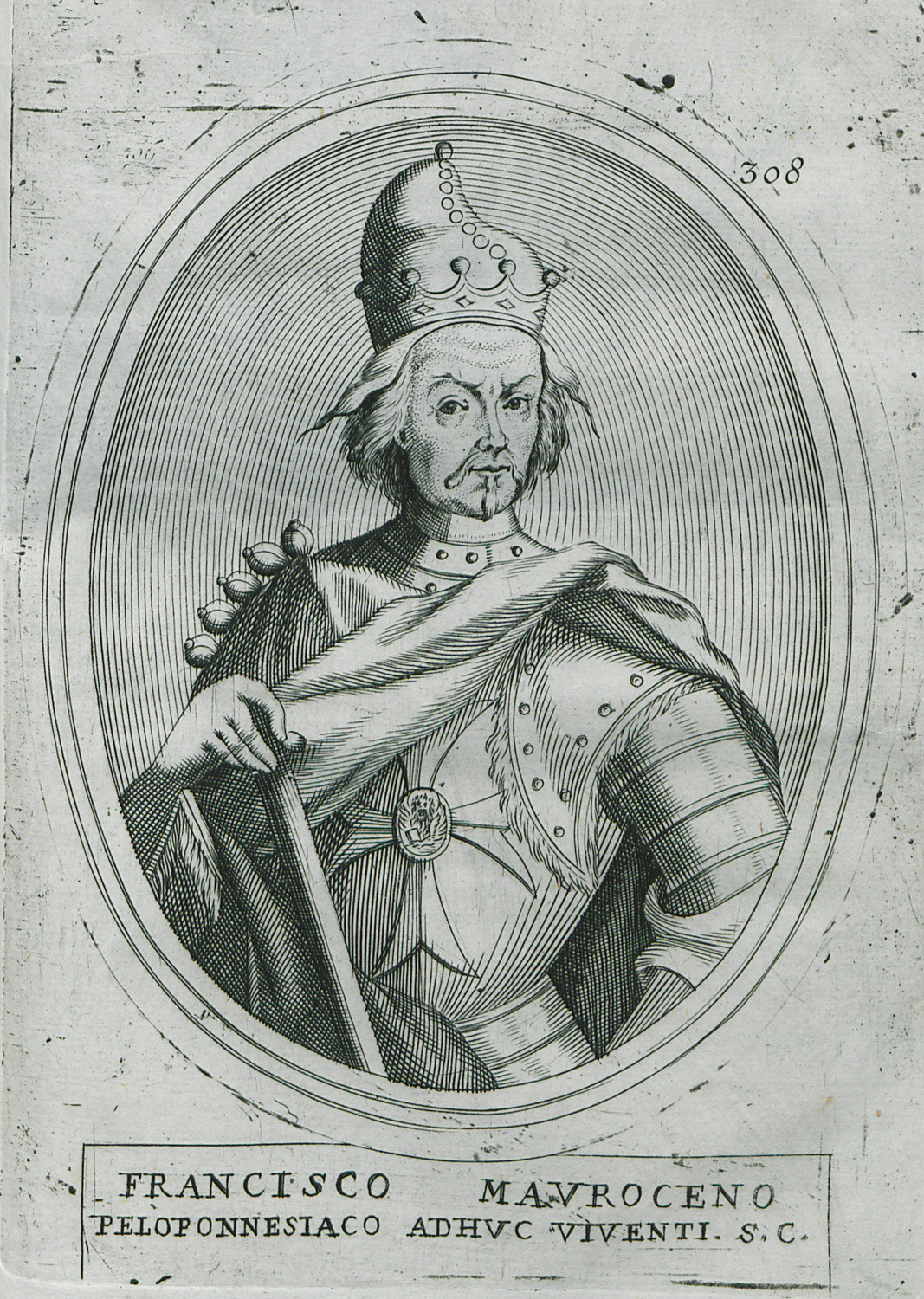
Stich Morosinis von 1687; Francesco Fanelli: Atene attica Descritta da suoi Principii fino all'acquisto fatto dall'Armi Venete nel 1687. Colla Relazione de suoi Rè, Prencipi, Arconti, e Tiranni. Suoi Magistrati, Consigli ed Areopago ; Suoi Progressi nelle Scienze, e nell'Arti, Azzioni dei suoi Cittadini in Pace, ed in Guerra ; Vittorie, Perdite, Pestilenze, e Calamitadi. Sua Conversione al Cristianesimo. Martirii patiti, e Grazie conseguite da Cesari, collo stato presente delle sue Antichità Renomate. Diuisa in quattro parti. Con Varietà di Medaglie, Ritratti, e Dissegni, Antonio Bortoli, Venedig 1707, nach S. 308

Morosinis Leichnam wurde nach Venedig gebracht und in der Kirche Santo Stefano bestattet.
- Bartolomeo Nazari (Umkreis): Francesco Morosini, heute im Museo Correr
- Giovanni Cartonico: Der Doge Morosini zu Pferd, heute im Museo Correr
- Filippo Parodii: Francesco Morosini, 1687, Büste im Dogenpalast (s. o.); Marmorkopie im Museo Correr
- Marmorfresko am Alten Rathaus Korfu (Stadt)